# Paracycnotrachelus subcygneus
Paracycnotrachelus subcygneus es una especie de coleóptero de la familia Attelabidae.

## Distribución geográfica
Habita en Sabah (Malasia).